# Пепел (картина Мунка)
Пепел (норв. Aske) — картина норвежского художника-экспрессиониста Эдварда Мунка, написанная в 1894 году. Входила в цикл работ «Фриз жизни: поэма о любви, жизни и смерти», в раздел «Расцвет и закат любви». Как и многие другие картины Мунка, существует в нескольких вариантах, в том числе в виде гравюры.

## Описание
На фоне сумрачного лесного пейзажа изображены мужчина и женщина. Женщина — в полурасстёгнутом платье, запустившая руки в распущенные волосы, — стоит почти в самом в центре картины. Фигура мужчины, напротив, размещена в самом углу и, по сравнению с фигурой женщины, едва намечена: он сидит ссутулившись, подперев голову рукой и отвернув лицо от наблюдателя. Его поза, напоминающая о другой, более ранней работе Мунка («Меланхолия», 1892) выражает подавленность или отчаяние. Вдоль нижней границы полотна протянулась темная полоса, изображающая, по-видимому, поваленное бревно; в нижнем левом углу, возле фигуры мужчины, она «перетекает» в более светлую вертикальную полосу, которую Ульрих Бишофф трактует как столб дыма: «бревно, кажется, уже обратилось в пепел, хотя его присутствие, безусловно, выходит за рамки буквальной связи с названием картины».
Картину отличает мрачное, тягостное настроение, но сюжет её с трудом поддается расшифровке. Тот же Бишофф сравнивает её с «компульсивными ритуалами Сэмюэла Беккета». Поза и выражение лица женщины — центрального персонажа — могут выражать как отчаяние, так и торжество. Н. И. Крымова описывает героиню «Пепла» так: «В отчаянии вцепилась она руками в свои распущенные волосы... Её широко открытые глаза пусты — это конец любви, конец всему». Другие комментаторы видят женщину победительницей: она торжествующе поправляет причёску после акта любви, тогда как мужчина предстаёт использованным и брошенным. Эта роковая «двойственность» женского начала напоминает и о других картинах Мунка, таких, как «Вампир (Любовь и боль)». Исследовательница творчества Мунка Сью Придо предполагает, что в «Пепле» воплотились воспоминания о его болезненном первом романе и потере невинности: «На картине он изображён тяжело раненным, тогда как Милли [Таулов, первая любовь Мунка], подобно фениксу, вновь поднимается из пепелища их любви». На одном из графических вариантов Мунк надписал: «Я видел нашу любовь, лежащую на земле в виде груды пепла» (норв. Jeg følte vår kjærlighet ligge på jorden som en askehop).
Первоначальный вариант картины с 1909 года находится в Национальной галерее в Осло. В 1925 году, в возрасте 62 лет, Мунк создал вторую, более импрессионистскую версию картины, которая висит в Музее Мунка в Осло.